# Toxoplasmosis congénita
La toxoplasmosis congénita es la infección fetal por trasmisión trasplacentaria del parásito Toxoplasma gondii en el transcurso del embarazo. La transmisión congénita se produce cuando la infección aguda se adquiere por primera vez durante la gestación, excepto en pacientes con infección crónica activa. En la mayoría de los casos, el contagio se efectúa por vía transplacentaria.

## Trasmisión materna
La infección aguda por toxoplasma en la embarazada se presenta en forma asintomática en 90% de los casos.
Los signos clínicos más frecuentes son:
- Adenopatías.
- Fiebre
- Malestar general.
- Cefalea.
- Mialgias.
- Odinofagia.
- Eritema máculo papular.
- Hepatomegalia.
- Esplenomegalia.

La coriorretinitis se presenta raramente en la forma aguda, siendo más frecuente en la crónica. El leucograma puede mostrar linfocitosis asociada a linfocitos atípicos, por lo cual se debe hacer el  diagnóstico diferencial con infecciones virales como citomegalovirus y mononucleosis infecciosa. En pacientes inmunosuprimidas, puede presentarse compromiso pulmonar o del sistema nervioso central.

## Infección fetal y neonatal
El tiempo trascurrido entre la infección de la placenta y la transmisión al feto es variable, entre 4 y 16 semanas, por lo que la placenta una vez infectada, debe considerarse como una fuente potencial de infección al feto durante el resto del embarazo.
La frecuencia de infección fetal tiene una relación directa con la edad gestacional: es más alta cuando la infección materna se presenta en el tercer trimestre (59%), que cuando sucede en el segundo (29%) o el primer trimestre (14%), pero la gravedad de la infección es mayor a menor edad gestacional a la que se adquiera el parásito. Al nacer, la toxoplasmosis es asintomática en 75% de los casos y solo en el 8% de los ellos se presenta con un compromiso severo a nivel oftálmico o del sistema nervioso central.

## Epidemiología
La incidencia de infección por toxoplasma durante el embarazo varía del 1 al 10 por cada 1000 embarazos, dependiendo de la región geográfica, el estilo de vida y el nivel socioeconómico de las gestantes.

## Clínica

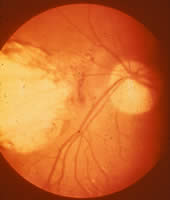
Coroidoretinitis activa, severa por Toxoplasma gondii.

Los signos clínicos que con mayor frecuencia se presentan al nacimiento son:
- Hidrocefalia
- Sordera
- Microcefalia
- Neumonitis
- Calcificaciones intracerebrales
- Miocarditis
- Convulsiones
- Hepatomegalia y esplenomegalia
- Retardo psicomotor
- Fiebre o hipotermia
- Microoftalmia
- Vómito
- Estrabismo
- Diarrea
- Cataratas
- Ictericia
- Glaucoma
- Exantema
- Coriorretinitis
- Atrofia óptica

La incidencia de secuelas en la población asintomática excede 85% y pueden ir desde leves a severas. Las principales manifestaciones son pérdida auditiva neurosensorial, retardo del desarrollo psicomotor, coroidorretinitis, hidrocefalia, epilepsia, ceguera y retardo mental. Los signos y síntomas pueden manifestarse meses o incluso años luego del nacimiento.

## Diagnóstico

### Diagnóstico porIgG,IgMeIgA
El tamizaje con IgG para detectar pacientes que no han adquirido la infección por toxoplasma debe llevarse a cabo en el periodo preconcepcional. Esto permite detectar a las mujeres que tienen títulos positivos de IgG específica para el parásito y que por tanto ya han sido infectadas antes del embarazo. Este grupo de pacientes no requiere estudios adicionales para toxoplasma luego de embarazarse. En cambio, a toda gestante sin niveles de IgG conocidos contra Toxoplasma gondii se le debe hacer pruebas para la detección de IgG contra el parásito desde el inicio del embarazo.
Si el resultado es negativo, significa que la gestante aún no ha adquirido la infección, por lo cual debe solicitarse una prueba de IgG cada tres meses y educar a la paciente con miras a prevenir la primoinfección, como son, la higiene y cuidado con respecto al consumo de los alimentos, medidas higiénicas generales y evitar la exposición a felinos.
En el caso de que el resultado de la IgG sea positivo y se tenga la certeza de un resultado negativo anterior al embarazo, se considera la presencia de un caso de seroconversion y debe iniciarse tratamiento dirigido a tratar la infección placentaria (tratamiento placentario); se debe solicitar examen por PCR para Toxoplasma gondii del líquido amniótico luego de la semana 20 de embarazo para descartar infección fetal. Si la PCR es negativa se continua el tratamiento placentario durante el resto del embarazo; en caso de ser positiva se comprueba la infección del feto y debe iniciarse tratamiento pleno.
Si la IgG es positiva y no se tiene resultado de IgG previo al embarazo, se solicita IgG e IgM a las dos semanas, si los niveles de IgG permanecen estables y la IgM es negativa, se establece que es una infección antigua, por lo cual no se requiere tratamiento.
En el caso de que los niveles de IgG se dupliquen y la IgM sea positiva, se confirma la infección reciente, ante lo cual se inicia tratamiento placentario y se solicita PCR del líquido amniótico. Si los títulos de IgG se duplican y la IgM permanece negativa, se solicita IgA y una nueva IgM (también puede realizarse el test de avidez para IgG). Si los títulos son positivos para cualquiera de ellas, se inicia tratamiento placentario y se solicita estudio por PCR en líquido amniótico. Un resultado de IgA negativo no descarta la infección, por lo cual debe iniciarse el tratamiento placentario y solicitar PCR en líquido amniótico.
Si la IgG es negativa y la IgM positiva, el examen se repite a las tres semanas. Si la IgG es positiva, se demuestra la infección reciente, por lo cual se justifica el tratamiento placentario y el diagnóstico prenatal. Si la IgG persiste negativa puede excluirse la infección por toxoplasma, excepto en gestantes inmunosuprimidas, circunstancia en la cual, se justifica también el tratamiento placentario y el diagnóstico prenatal.
El diagnóstico definitivo de infección congénita in útero se realiza aislando el parásito de la sangre fetal o de líquido amniótico; en presencia de una PCR positiva en el líquido amniótico o la presencia de IgM específica para el parásito en sangre fetal.

## Diagnóstico porPCR
Se debe solicitar PCR en líquido amniótico a las mujeres gestantes con sospecha de toxoplasmosis:
- Seroconversión durante la gestación.
- Títulos en ascenso de IgG.
- Títulos positivos de IgM o IgA.

### Diagnóstico ecográfico
La ecografía es un método útil para el diagnóstico de toxoplasmosis y debe solicitarse, inicialmente junto el estudio por PCR y, mensualmente, después de la semana 30 de gestación, para investigar compromiso fetal: hidrocefalia, calcificaciones intracerebrales, aumento del grosor placentario, ascitis, RCIU, microcefalia, hepatomegalia, calcificaciones hepáticas e hidrops fetal.

## Tratamiento

### Tratamiento placentario
Una vez confirmada la infección materna sin evidencia de trasmisión fetal se inicia tratamiento con espiramicina, a dosis de 9 Millones de U.I/día dividido en tres dosis. Este medicamento es efectivo contra el Toxoplasma gondii y si bien sus niveles en sangre del cordón umbilical solo alcanzan 50% de los niveles séricos maternos, se concentra en la placenta, alcanzando niveles cuatro veces superiores a los alcanzados en la sangre materna. La toxicidad de la espiramicina es mínima y no se han comprobado efectos teratógenos. El tratamiento con este medicamento debe mantenerse a la dosis referida hasta el momento del parto.

### Tratamiento pleno
Si se llega a comprobar infección fetal por medio de PCR en el líquido amniotico o por aislamiento del parásito en cultivo o por diagnóstico serológico en sangre del cordón fetal, debe iniciarse tratamiento pleno, que logra minimizar la gravedad de la infección y disminuir las secuelas en el feto.
Antes de la semana 20 de gestación, por el riesgo de teratogénesis, se usa Espiramicina a la dosis de 9 M.U.I./día, dividido en tres dosis desde el momento del diagnóstico.
Luego de las 20 semanas de embarazo se usa el esquema sulfadiazina + pirimetamina + ácido folínico, de la siguiente forma:
- Sulfadiazina: 50-100 mg/k peso/día (3-4 g/día), fraccionada en

cuatro dosis diarias.
- Pirimetamina: 1 mg/k/día (máximo 75 mg/día).
- Ácido folínico: 5 a 20 mg/día

Se inicia desde la semana 20 y se administra continuamente hasta 2 semanas antes de la fecha probable del parto.
Un esquema alternativo es sulfadoxina 500 mg + pirimetamina 25 mg (nombre comercial Falcidar o Methipox) 3 tabletas cada 4 días durante todo el embarazo desde la semana 20 hasta dos semanas antes de la fecha probable del parto; al cual se asocia ácido folínico, 10 a 20 mg/día durante todo el embarazo.
En caso de no estar disponible sulfadoxina, sulfadiazina o pirimetamina; intolerancia a las sulfas o mayor seguridad en el tratamiento; se puede combinar espiramicina, con sulfadoxina, pirimetamina, ácido folinico o clindamicina.